# M. Weißenberg vorm. Carl Francisci
M. Weißenberg vorm. Carl Francisci auch Fabrik für Metallverarbeitung M. Weißenberg war eine Magnesitsteinfabrik.

## Firmengeschichte
J. Hannig gründete 1866 auf der Halbinsel Westerplatte bei Danzig eine Ofenfabrik, die 1873 auf den Erfinder Karl Francisci überging und von ihm um eine Schamottefabrik erweitert wurde. Nach dem Eigentümerwechsel von 1904 auf Friedrich Mehlhorn und dem Bergwerksbesitzer und Kaufmann Moritz Friedrich Weißenberg wurde Max Silberberg, nach dem Austritt von Friedrich Mehlhorn, Mitinhaber der Firma.
Das Unternehmen wurde Mitglied in der Vereinigung der Magnesitwerke.
Die Vereinigung war eine internationale Interessengemeinschaft von Unternehmen die in der Chemie oder Hochofenbau tätig waren und die zum 1. Oktober 1924 gegründet wurde sowie deren Wirksamkeit auf den 1. Februar 1925 nachverlegt wurde. Dadurch wurden Nachverhandlungen mit Mitgliedern des Kartells notwendig.

## Mitglieder
- Eichbergwerke:, Leitner & Co.
- Fabrik für Metallverarbeitung M. Weißenberg
- Magnesit-Industrie- A.-G
- Magnesitwerke Eichberg-Aue Ces. m. b. H.
- oesterreichisch-amerikanische Magnesitgesellschaft
- Steirische MIAG
- Veitscher Magnesitwerke

## Nationalsozialismus
Am 10. April 1934 erklärten die Belegschaft der Niederlassung des Unternehmens in Schweidnitz und das Städtische Gaswerk den geschlossenen Beitritt in die Nationalsozialistische Volkswohlfahrt.